# Športski ribolov
Športski ribolov se često povezuje s izrazima rekreacijski ribolov ili ribolov iz zabave gdje je smisao u traženju i hvatanju ribe pomoću pribora za športski ribolov, a ne zbog jela ili prodaje ribe. U športkom ribolovu se ulovljena riba pušta ili se može ponijeti dopušteni broj riba. Riba koja se ponese iz ribolova mora biti određenih osobina npr. duljne, težine, mora pripadati vrsti na koju je ribolov dozvoljen i zadovoljavati sve druge kriterije propisane zakonom o športskom ribolovu zemlje, često i županije ili općine, odnosno ribolovne udruge koja gospodari vodama na kojim lovimo.

## Podjela
Casting sport ili natjecateljski casting:
- fly casting
- spin casting
- bait casting
- long casting of sea weights

Športski ribolov djelimo po vodama na kojima lovimo na:
- ribolov na moru
- ribolov na jezeru
- ribolov na rijekama

Po načinu ribolova:
- sa obale
- iz čamca
- podvodno - ronjenjem na dah

Po tehnikama ribolova:
- štapom za ribolov
  - ribolov živim/prirodnim mamcima
    - keder
    - crvi
    - kukci

  - ribolov umjetnim mamcima
    - varalice
    - (umjetne) mušice
- ribolov puškom
- panulavanjem

Prema ??
- ribolov plovkom 
  - ribolov direktašem (pecalicom)
  - ribolov štekom (polagaljkom)
  - ribolov bolognesom
  - ribolov matchom.
- ribolov na dnu ili dubinski ribolov
  - feeder (hranilica) metoda

Prema ??
- ribolov u pokretu
- statični ribolov

Prema vrsti ribe koja se lovi:
- osobito su se razvili: šaranski, somovski i pastrvaški ribolov, s naglaskom na moderni šaranski ribolov. Također postoji disciplina lov grabežljivih riba/predatora. A moguće su i podjele s obzirom na druge vrste.

Većina načina ribolova može se podijeliti na:
- laki ribolov
- srednji ribolov
- teški ribolov

Kod športskog ribolova važno je nabaviti dozvolu za ribolov na određenom području i loviti prema pravilniku i zakonu koji vrijedi na području na kojem lovimo.
Drugi važan uvjet je da imamo ribolovnu opremu. Oprema za ribolov se razlikuje ovisno o vrsti ribolova. Najčešći način športskog ribolova je s obale i ribičkim štapom. Za velike morske i jezerske ribe obično se lovi iz čamca sa štapom, uobičajen je naziv Big Game Fishing za tu vrstu ribolova.

## Vanjske poveznice
- FIPSed
- FIPS-Mouche
- ICSF (Castingsport)
- FIPS-M
- CMAS spearfishing
- IGFA
  - igfaoffshorechampionship.com, offshoreworldchampionship.com
- Costa Offshore World Championship
- FishChamp, mobilna aplikacija za sportski ribolov[9]
- CatchStat

Športski ribolov u Hrvatskoj:
- Narodne novine Pravilnik o dozvolama za športski ribolov od 18. prosinca 2004.
- Hrvatski savez za športski ribolov na moru (HSŠRM)
- Narodne novine Pravilnik o športskom ribolovu na moru od 11. studenoga 2005.
- Hrvatski športsko ribolovni savez (HŠRS)
- Narodne novine Pravilnik o športskom ribolovu u slatkovodnom ribarstvu od 6. srpnja 2005.
- Ribarstvo br. Vol.60 No.4 (24.12.2002.) Zakon o slatkovodnom ribarstvu
- Arhivirana inačica izvorne stranice od 3. studenoga 2019. (Wayback Machine)
- Praktični ribolov
- SportskiRibolov.hr
- Ribo-Lov.com
- Ribolovac.info
- Na udici - Portal o ribolovu na Jadranu